# Lebia erotyloides
Lebia erotyloides är en skalbaggsart som beskrevs av Reichardt. Lebia erotyloides ingår i släktet Lebia och familjen jordlöpare. Inga underarter finns listade i Catalogue of Life.